# Сатир боровой
Сатир боровой или бархатница семела, или семела (лат. Hipparchia semele) — вид дневных бабочек из рода Hipparchia в составе семейства Бархатницы.

## Этимология латинского названия
Семела (греческая мифология) — дочь фиванского царя Кадма, возлюбленная Зевса, мать Диониса.

## Описание

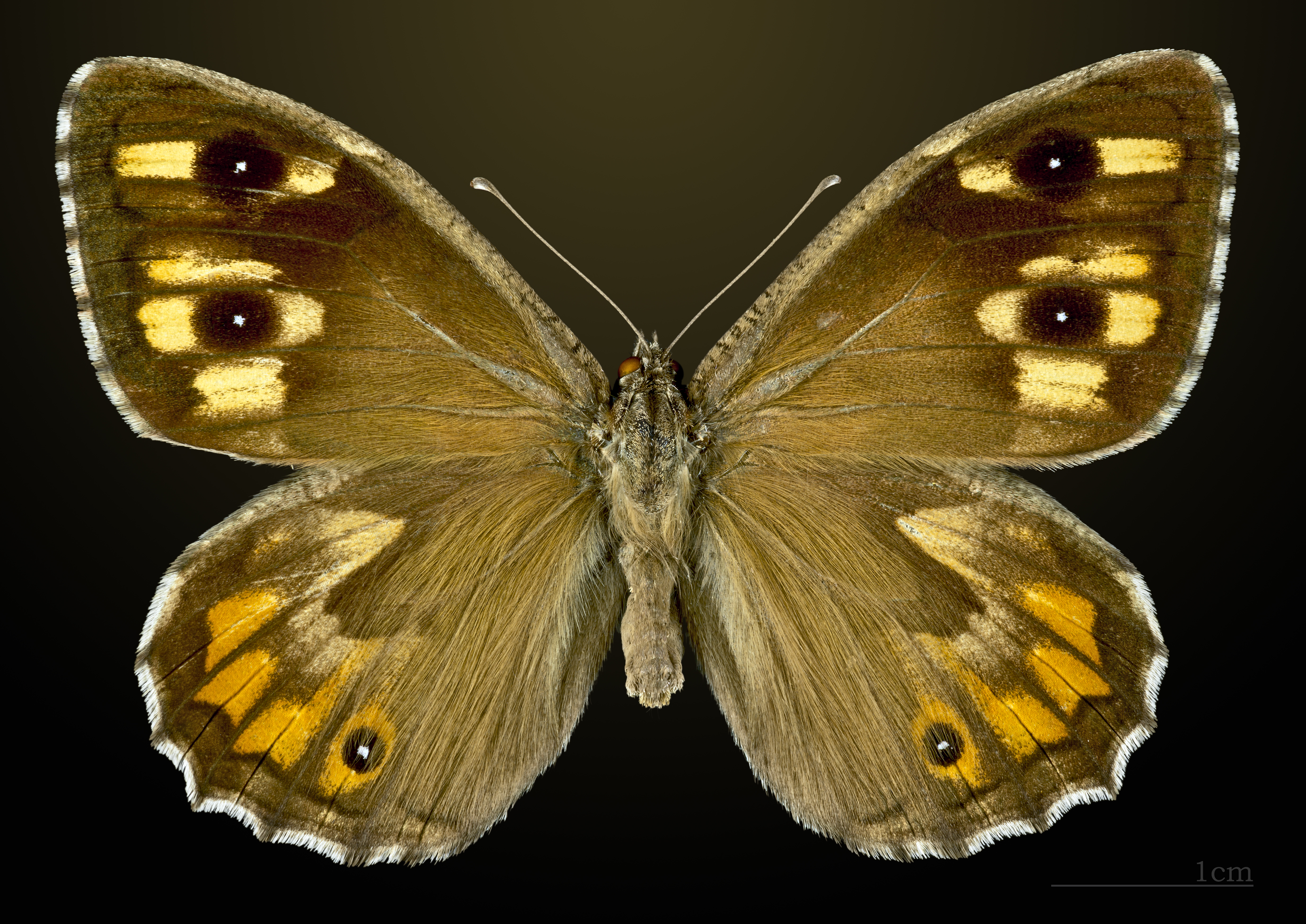
Самка

Длина переднего крыла 23—29 мм. Размах крыльев 45—57 мм.

## Ареал и местообитание
Южная, Западная, Центральная и Восточная Европа, кроме Балканского полуострова. Нередок на территории Польши, Беларуси и в Карпатах (а исключением высокогорий). На севере ареал вида доходит до южной Финляндии и западных районов Ленинградской области России.
Населяет опушки, просеки и поляны сухих сосновых лесов, сухие сосновые, реже — смешанные леса, редколесье. В горах не поднимается на высоты выше 500 м над ур. м.

## Биология
Развивается в одном поколении на протяжении года. Время лёта бабочек длится с конца июня до середины августа. Самки откладывают одиночные яйца на кормовые растения гусениц: пырей ползучий, житняк, трясунка средняя, кострец прямой, костёр, вейник незамеченный, булавоносец седой, ежа сборная, щучка, луговик, колосняк песчаный, пырейник, пырей ползучий, пырей, овсяница овечья, плевел многолетний, тимофеевка степная, мятлик луговой, мятлик, пшеница, вульпия мышехвостниковая. Зимует гусеница.

## Охрана
Включён в Красную книгу Московской области (0 категория), где в последний раз достоверно вид был отмечен в 1965 году. Также включён в Красные книги Калужской (2006) и Ярославской (2004) областей.